# 陈子介
陈子介（1989年12月24日—），出生于西安，足球运动员，司职前锋，曾效力于中甲球队贵州人和、湖南湘涛，现效力于河南建业。

## 俱乐部生涯
2001年，陈子介进入陕西国力梯队，在陕西国力解散后，加入陕西中新青年队，2008年曾经入选陕西四达参加中乙联赛。2009年年中陈子介被提升到一线队，但没有得到代表一线队出场的机会。2011年初，陕西中新打算通过租借使得队内年轻球员获得上场机会，陈子介先是去重庆力帆试训，最终无偿租借到了上海东亚。 2011赛季，陈子介仅代表上海东亚在联赛中出场8次，没有进球，不过赛季结束后依然得到续租的机会。2012赛季，陈子介作为上海东亚的主力替补球员，出场25次，其中19次替补出场，射进3球，帮助球队以联赛冠军的成绩升级到中超联赛。2013年1月，陈子介回归贵州人和。但他在贵州人和依然难以觅得上场机会，7月份被租借到中乙球队河北中基。 在帮助球队升到中甲后，他回归贵州人和。
2014年2月16日，陈子介在2014年中国足球协会超级杯对阵广州恒大的比赛第59分钟替补受伤的穆斯利出场，首次代表贵州人和亮相，最终跟随球队1比0击败对手获得冠军。 2014年3月15日，他在2014赛季中超联赛第2轮射进个人的首个中超联赛进球，帮助球队2比0击败天津泰达。 2014年4月1日，他在2014年亚足联冠军联赛小组赛第四轮对阵韩国球队蔚山现代的比赛中梅开二度，帮助贵州人和3比1逆转对手，获得赛季的首场亚冠胜利。
2015年2月7日，陈子介前往中甲球队湖南湘涛土耳其冬训下榻酒店报道，并正式与俱乐部签署为期4年的工作合约。

## 国家队生涯
2014年5月，陈子介首次入选阿兰·佩兰执教的中国国家队的36人集训大名单。 同年6月18日，他在中国2比0击败马其顿的友谊赛首发出场。